# Savana
Savana is een plaats en gemeente in Madagaskar gelegen in het district Vohipeno van de regio Vatovavy-Fitovinany. Er woonden bij de volkstelling in 2001 ongeveer 4000 mensen.
In de plaats is basisonderwijs onderwijs beschikbaar. 74,9% van de bevolking is landbouwer. Het belangrijkste gewas is rijst, maar er wordt ook koffie, lychees en cassave verbouwd. 0,1% van de bevolking is werkzaam in de dienstensector en de overige 25% voorziet in zijn levensbehoefte door te werken in de visserij.